# زواره (گرجستان)
زواره (به لاتین: Zvare) یک منطقهٔ مسکونی در گرجستان است که در شهرداری خاراگاولی واقع شده‌است. زواره ۲۷۹ نفر جمعیت دارد.